# Ландесраббинер

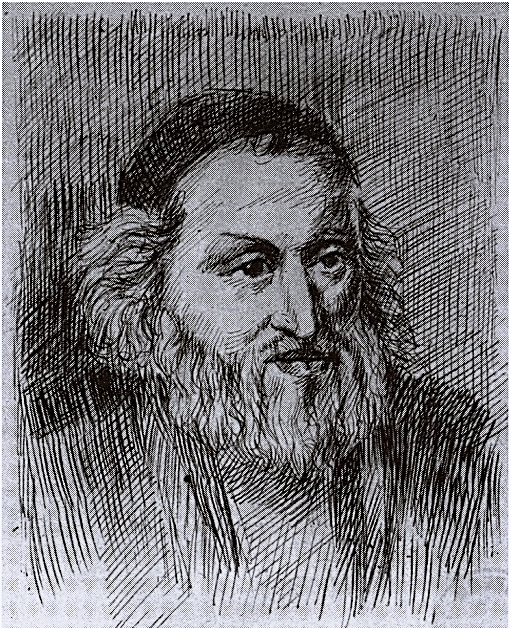
Авраам Тиктин, оберландесраббинер в Бреслау.

Ландесраббинер (нем. Landesrabbiner, ивр. רב מדינה‎) — духовные главы еврейских общин страны, провинции или района, особенно в немецкоговорящих странах.

## История
Термин возник в результате правового положения евреев в средние века, когда еврейские общины составляли единое целое для налогообложения. Поскольку община должна была платить определённые налоги правительству, последнее должно было назначить кого-то, кто должен был нести ответственность за их своевременный сбор, и, следовательно, должен был быть наделён определёнными полномочиями.
Переход евреев от статуса имперских к статусу территориальных субъектов, предусмотренный хартией Фридриха II в 1244 году и признанный императором Карлом IV его золотой буллой в 1356 году, а также их очень частое изгнание из больших городов в XV—XVI веках — рассеяли евреев небольшими общинами. Они не имели защиты от произвола местных тиранов, а также причиняли правителям значительные неудобства из-за постоянных тяжб по поводу посягательств на права евреев, живущих под их защитой. Поэтому евреи данной территории организовались в ассоциацию, которая избрирала адвоката («штадлана») для защиты своих интересов. Такое должностное лицо было признано правительством законным представителем евреев, в обязанности которого входило следить за тем, чтобы налоги, налагаемые на еврейскую общину, были незамедлительно уплачены, и чтобы соблюдались законы против ростовщичества, и который, в свою очередь, получил подсудность по гражданским делам. Поскольку евреи шестнадцатого века жили почти исключительно небольшими общинами и не могли содержать раввина или раввинский суд, несколько общин в одном районе объединились для этого.
Предпринимались попытки назначить главного раввина над всеми евреями страны — например, королём Рупрехтом в 1407 году. Подобные инициативы были и в средневековых Португалии, Испании, Франции и других странах. Первым ландесраббинером, о котором сохранились достоверные сведения, был Йехуда бен Бецалель, о котором его современник Давид Ганс говорит, что он в течение 20 лет (с 1553 по 1573) был духовным главой всех еврейских общин в провинции Моравия.
Аналогичное учреждение — это институт главного раввина объединённых еврейских конгрегаций Британской империи, который, однако, основывается исключительно на добровольном признании со стороны конгрегаций и не распространяется на другие группы, например реформистов. Офис великого раввина центральной консистории во Франции также имеет схожий характер, но отличается тем, что главный раввин действует только в качестве члена консистории, а не в качестве главы иерархии.